# Marko Plavčić
Marko Plavčić (Zenica, 9. srpnja 1999.), hrvatski glazbenik iz Bosne i Hercegovine, harmonikaš i profesor.

## Životopis
Osnovnu glazbenu školu Jakova Gotovca završio u Vitezu, a Srednju glazbenu školu Jakova Gotovca u Novome Travniku. Nastupao je na federalnim i državnim natjecanjima i kulturnim manifestacijama, kao solist ili u komornom sastavu. Maturske koncerte održao je u Travniku i Vitezu. Studirao je na Muzičkoj akademiji Univerziteta u Istočnom Sarajevu, u klasi Danijele Gazdić. Magistrirao je u srpnju 2022. Bio je član harmonikaškog orkestra i Akademskog zbora Muzičke akademije Univerziteta u Istočnom Sarajevu.
Član je viteške podružnice HKD Napredak. Član je Napretkovog harmonikaškog orkestra od osnutka 2013. godine.
Prvi solistički koncert održao je u listopadu 2021. godine u crkvi sv. Juraja u Vitezu.
Profesor je harmonike u Osnovnoj i Srednjoj glazbenoj školi Jakova Gotovca u Novome Travniku.

## Nagrade
Tijekom školovanja nagrađen je na Beogradskom festivalu harmonike (2018.), Harmonikaškim susretima u Puli, Eufoniji u Novom Sadu, Međunarodnom natjecanje harmonikaša u Loznici, Harmonikaškim danima u Pragu (druga nagrada, 2018.), Akkordeonfest u Grazu, Akordeon Artu u Istočnom Sarajevu, natjecanju „Art Champion” u Rusiji, Danima harmonike Smederevo, Polyhymniji u Skoplju, Australian International AATTA Music Championships and Festival 2020., Majskim susretima mladih muzičara u Lazarevcu, Međunarodnome festivalu „Muzičko proleće“ u Smederevu, Otvorenom republičkom natjecanju „Ozornye Garmoniki” u Bjelorusiji, festivalu „Ohrid te sakam“ u Makedoniji i na Svjetskim umjetničkim igrama u Španjolskoj. Nastupao je i na Bašćaršijskim noćima u Sarajevu.
Dobitnik je Nagrade „Vojin Komadina” i plaketa Muzičke akademije Univerziteta u Istočnom Sarajevu.
Dobitnik je javnog priznanja općine Vitez za doprinos javnom, društvenom i kulturnom životu grada Viteza.